# Horrroskop
Horrroskop – pierwszy album muzyczny polskiego zespołu Redakcja, założonego przez Dariusza Duszę.
Materiał muzyczny na album  (mieszanka punka, rocka i rytmów reggae) nagrany został w lecie 2010 w studiu MaQ Records Studio w Wojkowicach. Muzykę i teksty wszystkich utworów napisał Dariusz Dusza. CD wydany został 8 kwietnia 2011 przez niezależną wytwórnię Jimmy Jazz Records. W ramach promocji płyty ukazały się dwa single: "Dziś umarłem na ulicy" (teledysk reżyserowany przez Artura Długokęckiego) i "Karmazynowy śnieg".

## Muzycy
- Adam Antosiewicz – śpiew
- Dariusz Dusza – gitara
- Bartłomiej Stuchlik – gitara basowa
- Dawid Szlezak – gitara
- Łukasz Walczak – perkusja

## Lista utworów
| 1.  | "Pięć dni"                    |  |
|     |                               |  |
| 2.  | "Kolejny pomnik"              |  |
|     |                               |  |
| 3.  | "Fanatycy"                    |  |
|     |                               |  |
| 4.  | "Horrroskop"                  |  |
|     |                               |  |
| 5.  | "Ratuj mnie przed samym sobą" |  |
|     |                               |  |
| 6.  | "Dziś umarłem na ulicy"       |  |
|     |                               |  |
| 7.  | "Żadna praca nie hańbi"       |  |
|     |                               |  |
| 8.  | "Tak jak kot"                 |  |
|     |                               |  |
| 9.  | "Nad moją głową"              |  |
|     |                               |  |
| 10. | "Robal"                       |  |
|     |                               |  |
| 11. | "Karmazynowy śnieg"           |  |
|     |                               |  |
| 12. | "Przepis na szczęście"        |  |
|     |                               |  |
| 13. | "Zabójcy snów"                |  |
|     |                               |  |
| 14. | "Pod kinem"                   |  |
|     |                               |  |

## Informacje uzupełniające
- Producent – Dariusz Dusza
- Inżynier dźwięku, mastering – Jarosław Toifl
- Projekt okładki – Zdzisław Jodko